# راغودة دكناء
راغودة دكناء (الاسم العلمي: Rhagodes ater) هي نوع من العنكبوتيات يتبع جنس الراغودة من الفصيلة الراغودية.